# ユリウス・ファン・デ・サンデ・バクホイゼン
ユリウス・ヤコブス・ファン・デ・サンデ・バクホイゼン（Julius Jacobus van de Sande Bakhuyzen、姓の綴りは Bakhuijzenとも、1835年6月18日 - 1925年10月21日）は、オランダの画家である。風景画を描き、ハーグ派の画家たちの中で活動した。

## 略歴
デン・ハーグで生まれた。父親のヘンドリクス・ファン・デ・サンデ・バクホイゼン（1795-1860）は、家畜のいる風景を描くのを得意とした画家である。兄弟には画家になった妹の
ヘラルディーネ・ファン・デ・サンデ・バクホイゼン（1826–1895)や天文学者になった弟のヘンドリクス・ファン・デ・サンデ・バクホイゼン（Hendricus Gerardus van de Sande Bakhuyzen: 1838–1923)らがいる。
父親から絵を学んだ後、ハーグの王立美術アカデミーでファン・デン・ベルフ（Jacobus Everhardus Josephus van den Berg: 1802-1861）に学んだ。1866年には、友人のフィリップ・サンデー（Philip Sadée: 1837-1904）とともにドイツのデュッセルドルフ美術アカデミーで半年ほど学んだ。 その後、ハーグに戻り、そこで暮らした。1871年のアムステルダムの展覧会で大きな賞を受賞した。ヤン・ヴァイセンブルフ（1822-1880）やウィレム・ルーロフス（1822-1897）と写生のために数ヵ月単位で田舎に滞在した。
1875年から夏の数ヶ月を、オランダ北東部のドレンテ州のさまざまな村で過ごし、妹のヘラルディーネとも過ごした。1898年にSusanna Charlotta Alessa Sadée (1835–1903)という女性と結婚した。
1925年にハーグで亡くなった。

## 作品

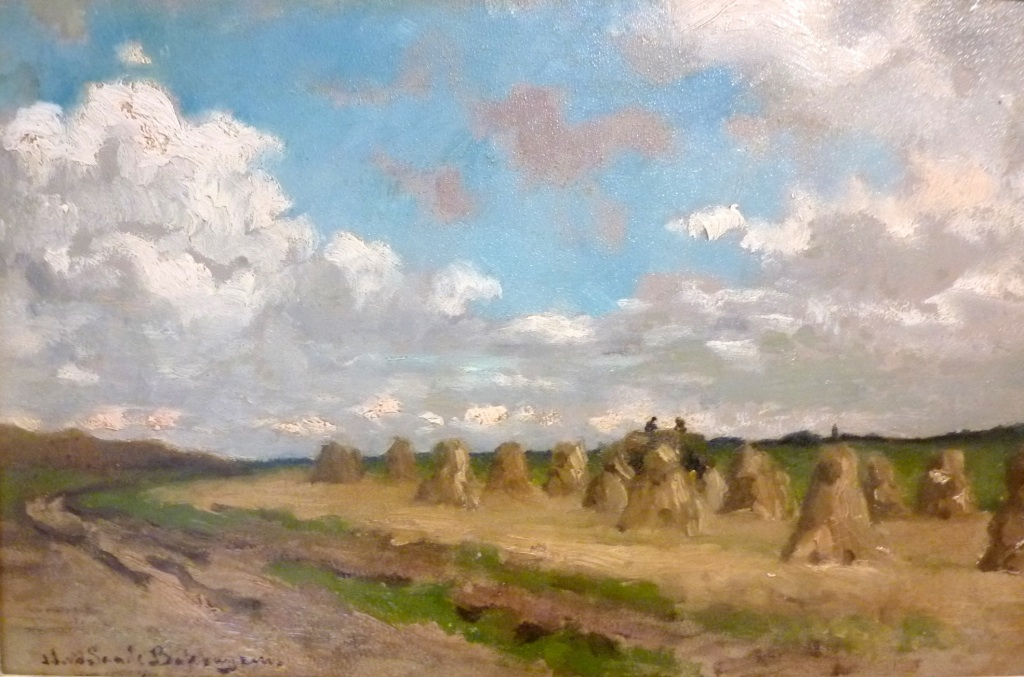
ドレンテ州のアー川の風景
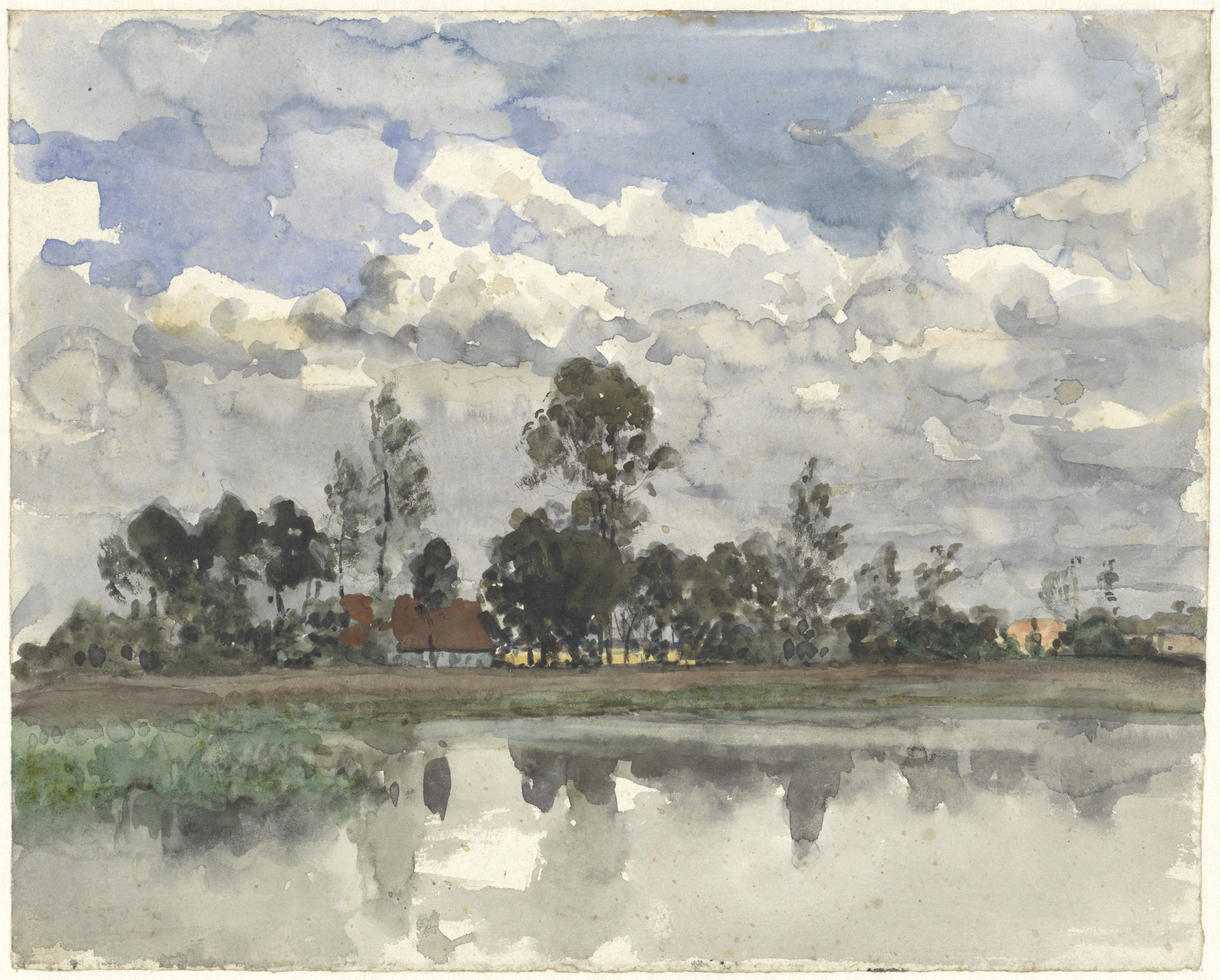
曇り空と水面に映る木々
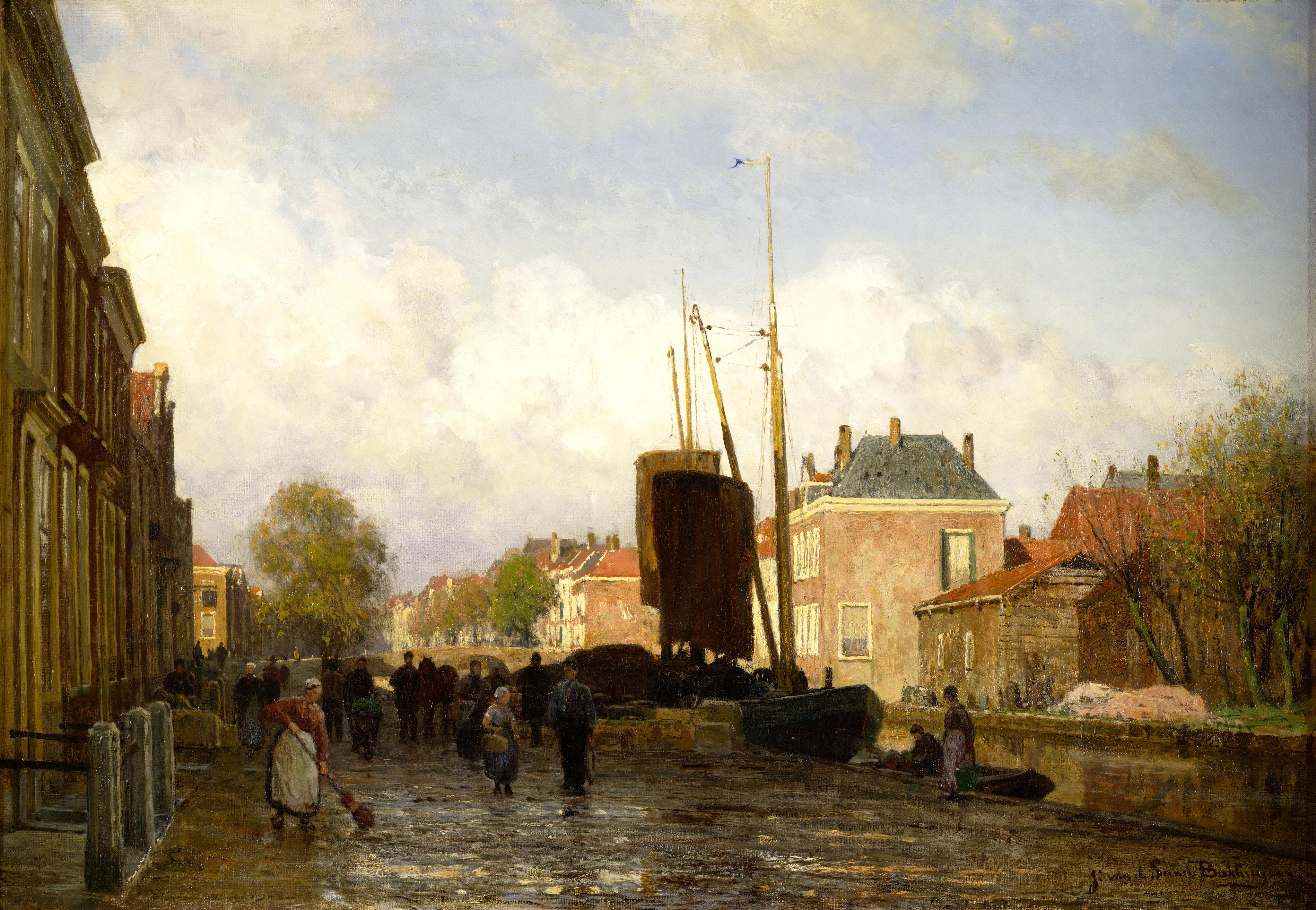
ハーグの風景
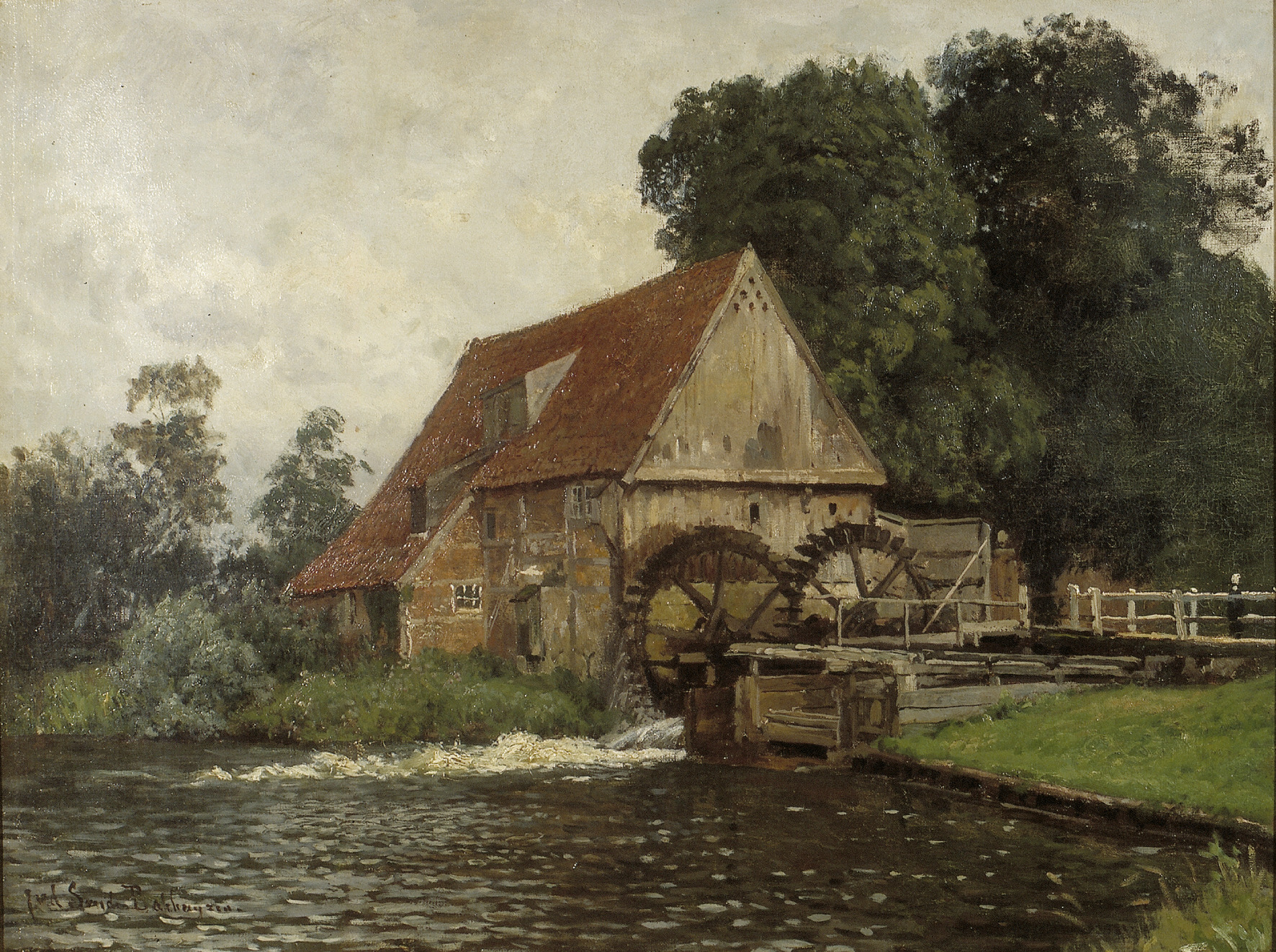
ラーゲにある水車小屋